# Kamień pamiątkowy Christopha Daniela Janitzena
Kamień pamiątkowy Christopha Daniela Janitzena – pomnik znajdujący się na osiedlu Bielany w Toruniu, na przedłużeniu ulicy Źródlanej. Kamień upamiętnia Christopha Daniela Janitzena, rajcy miejskiego, który w testamencie zapisał miastu Toruniowi cały swój majątek, w tym folwark Bielany. Dawniej znajdował się w alei parkowej folwarku bielańskiego. Granitowy kamień ufundowała Rada Miasta Torunia. Pomnik uroczyście odsłonięto 17 czerwca 1899 roku. Nieznany jest autor kamienia, prawdopodobnie był to miejscowy kamieniarz lub rzeźbiarz. Na kamieniu wykuto herb Torunia (bez anioła) oraz napis w języku niemieckim: dem Andenken des Ratsherrn Daniel Christoph Janitzen kgl. Postmeister und Besitzer v. Weisshof. geb. 15 Sept. 1630 zu Danzig, gest. 5 mai 1711 zu Thorn (tłum.: Na pamiątkę rajcy miejskiego Daniela Christopha Janitzena, poczmistrza królewskiego i właściciela Bielan, ur. 15 września 1630 w Gdańsku, zm. 5 maja 1711 w Toruniu).